# Fernmeldeturm Schepsdorf
Der Fernmeldeturm im Lingener Ortsteil Schepsdorf gehört mit einer Höhe von 158 Metern zu einem der markantesten Bauwerke des Emslandes. Errichtet von 1976 bis 1977, beherbergt er verschiedene Sendeeinrichtungen, um die umliegenden Gebiete zu versorgen.

## Geschichte
Der Turm wurde in den Jahren 1976–77 im Auftrag der Deutschen Bundespost errichtet. Aus geografischen und städtebaulichen Gesichtspunkten war es erforderlich, einen höheren Antennenträger als den auf dem Strubbenberg stehenden Antennenmast zu bauen.
Für den Bau des Fernmeldeturmes in Schepsdorf investierte die Bundespost circa 10 Millionen D-Mark, wobei etwa die Hälfte davon für die technischen Einrichtungen aufgewendet wurden.
Später wurde der Turm von der Telekom übernommen, heute verwaltet ihn deren Tochtergesellschaft Deutsche Funkturm GmbH.

Im Juni 2025 wurde angekündigt, dass am Turm im nächsten Monat Rückbauarbeiten stattfinden würden, bei denen hauptsächlich die mit Antennen besetzte Spitze abgebaut werde. Grund hierfür seien Schäden im Beton der Spitze. Für die Arbeiten wird der zweitgrößte Kran Deutschlands am Turm in Schepsdorf aufgebaut.

## Struktur
Der Durchmesser des Turmes beträgt am Boden 9 Meter und verjüngt sich bis nach oben auf 2,4 Meter. Der eigentliche Turm aus Beton ist 153 Meter hoch. Die Kanzel in 100 Meter Höhe hat einen Außendurchmesser, über die Plattform gemessen, von circa 25 Metern. In den Jahren 1976 und 1977 wurden rund 2700 Kubikmeter Beton und 400 Tonnen Stahl verbaut.